# Die Libelle (Roman)
Die Libelle ist der Titel der deutschen Übersetzung des Romans The Little Drummer Girl des britischen Schriftstellers John le Carré aus dem Jahr 1983. Der deutschsprachige Buchtitel nimmt dabei Bezug auf ein gleichnamiges Gedicht von Heinrich Heine. 

## Inhalt
Der Autor beginnt mit einem Vorwort: „Viele Palästinenser und Israelis haben mir beim Schreiben dieses Buches geholfen“.
Der Roman spielt in einer nicht genau datierten Gegenwart, also etwa in den späten 1970er und frühen 1980er Jahren in Europa und im Nahen Osten. Den Hintergrund bildet der Nahostkonflikt, insbesondere der Gegensatz zwischen Israel und den Palästinensern. Nach Attentaten in Westeuropa, die gegen israelische Staatsbürger gerichtet sind, entwickelt eine Gruppe innerhalb des israelischen Geheimdienstes einen Gegenplan. Eine junge englische Schauspielerin, Charlie, wird als Agentin mit einer Legende versehen, einer in Teilen vorgetäuschten Biografie, und an den Kopf der Terrorgruppe Khalil herangeführt. Die Mission scheint erfolgreich, Khalil kann ausgeschaltet werden, doch Charlie zerbricht letztlich psychisch fast an der Gewalt, die sie im Verlauf der Mission erlebt, weil sie zunehmend auch mit den „Gegnern“, den Palästinensern, Sympathie und Mitleid empfindet und sich gleichzeitig von ihrem Agentenführer Joseph in ihrem Liebesbedürfnis zurückgestoßen sieht. Der Roman endet schwach optimistisch, als Charlie nach ihrer Rückkehr ins „normale“ Leben den nach jahrelangem Einsatz ebenfalls psychisch schwer verwundeten Joseph wieder trifft.

## Themen und Motive
John le Carré greift in diesem Roman Motive auf, die auch in vielen seiner anderen Werke eine Rolle spielen: das Funktionieren des Individuums in geheimdienstlichen Organisationen und konspirativen Situationen sowie die Frage, welche Zwecke welche Mittel rechtfertigen. Außergewöhnlich für Le Carré ist dabei, dass es sich bei der Hauptperson um eine Frau handelt. Während zunächst der Gegensatz von Gut und Böse eindeutig erscheint – es geht um die Aufklärung und Verhinderung von Attentaten an Unschuldigen –, verschwimmt dieser mit dem Fortgang der Handlung und dem Hineinwachsen Charlies in ihre Rolle. Die Motivation der palästinensischen Attentäter erscheint, vor der detaillierteren Beleuchtung des Hintergrundes, wenn auch nicht gerechtfertigt, so doch zumindest nachvollziehbar. Letztlich kann der Roman als Absage an gewaltsame „Lösungen“ des israelisch-palästinensischen Konflikts interpretiert werden.

## Verfilmung
Die Libelle wurde 1984 von Regisseur George Roy Hill verfilmt, die Hauptrollen spielten Diane Keaton als Charlie und Klaus Kinski als Führungsoffizier Kurtz.
Am 14. Oktober 2018 feierte die sechsteilige Miniserie Die Libelle (OT.:The Little Drummer Girl) ihre Premiere auf dem London Film Festival. Regie führte Chan-wook Park, die Hauptrollen übernahmen Florence Pugh, Alexander Skarsgård und Michael Shannon (als Kurtz). Als Produzenten fungierten – wie bereits bei The Nightmanager, der Verfilmung von Le Carrés Der Nachtmanager – AMC Networks, British Broadcasting Corporation (BBC) sowie die Produktionsfirma The Ink Factory, die von Le Carrés Söhnen Stephen and Simon Cornwell geführt wird.

## Ausgaben
- The little Drummer Girl. London: Hodder & Staunton 1983. ISBN 978-0-34032847-7 [Erstausgabe]

Deutsche Übersetzungen
- 1983 Deutschsprachige Erstausgabe, aus dem Englischen von Werner Peterich, Köln: Kiepenheuer und Witsch, ISBN 3-462-01575-3 (23 Wochen lang in den Jahren 1983 und 1984 auf dem Platz 1 der Spiegel-Bestsellerliste)
- 1985 Taschenbuch, München: Heyne, ISBN 3-453-02214-9
- 1990 Neuausgabe, gebunden, Köln: Kiepenheuer und Witsch, ISBN 3-462-02046-3
- 2001 Taschenbuch, München: Ullstein, List-Taschenbuch, ISBN 3-548-60160-X
- 2003 Neuausgabe im Rahmen der Le-Carré-Gesamtausgabe, München: List, ISBN 3-471-78091-2

außerdem Lizenzausgaben für den Deutschen Bücherbund (1983), Büchergilde Gutenberg (1984) und Bertelsmann-Club (1985)
Hörspiel
- 1992 Hörspiel, SWF/HR, Regie: Hermann Naber, mit Wolfgang Condrus, Verena von Behr, Christian Brückner, Hans Caninenberg u. v. a.